# William D. Merrick
William D. Merrick (Annapolis, 1793. október 25. – Washington, 1857. február 5.) az Amerikai Egyesült Államok szenátora (Maryland, 1838–1845).